# Зумана Камара
Зумана́ Камара́ (фр. Zoumana Camara, нар. 3 квітня 1979, Коломб) — колишній французький футболіст, що грав на позиції захисника.

## Клубна кар'єра
У дорослому футболі дебютував 1996 року виступами за команду клубу «Сент-Етьєн», в якій провів два сезони, взявши участь у 32 матчах чемпіонату.
Згодом з 1998 по 2004 рік грав у складі команд клубів «Інтернаціонале», «Емполі», «Бастія», «Олімпік» (Марсель), «Ланс» та «Лідс Юнайтед».
Своєю грою за останню команду знову привернув увагу представників тренерського штабу клубу «Сент-Етьєн», до складу якого повернувся 2004 року. Цього разу відіграв за команду з Сент-Етьєна наступні три сезони своєї ігрової кар'єри. Більшість часу, проведеного у складі «Сент-Етьєна», був основним гравцем захисту команди.
До складу клубу «Парі Сен-Жермен» приєднався 2007 року. Довгий час був основним центральним захисником паризької команди. 12 травня 2014 року 35-річний гравець ще на рік подовжив контракт з ПСЖ і в останньому сезоні за команду взяв участь у десяти іграх, після чого оголосив про завершення професійної ігрової кар'єри.

## Виступи за збірну
У 2001 році зіграв один матч у складі національної збірної Франції.
У складі збірної був учасником розіграшу Кубка Конфедерацій 2001 року в Японії і Південній Кореї, здобувши того року титул переможця турніру.

## Титули і досягнення
- Чемпіон Франції (3):

«Парі Сен-Жермен»: 2012–13, 2013–14, 2014–15
- Володар Кубка Франції (2):

«Парі Сен-Жермен»: 2009–10, 2014–15
- Володар Кубка французької ліги (3):

«Парі Сен-Жермен»: 2007–08, 2013–14, 2014–15
- Володар Суперкубка Франції (2):

«Парі Сен-Жермен»: 2013, 2014
- Переможець Кубка конфедерацій (1):

Франція: 2001
- Чемпіон Європи (U-18): 1997